# Communauté de communes du Saint-Polois
La communauté de communes du Saint-Polois est une ancienne communauté de communes française, située dans le département du Pas-de-Calais (arrondissement d'Arras) et dans la région Nord-Pas-de-Calais. 
Le 1er janvier 2013, elle fusionne avec la communauté de communes du Pays d'Heuchin donnant naissance à la communauté de communes des Vertes Collines du Saint-Polois.
Le 1er janvier 2017, elle fusionne avec la communauté de communes de l'Auxilois, de la région de Frévent et du Pernois.

## Historique
La communauté de communes a été créée par un arrêté préfectoral du 28 décembre 1996 qui a pris effet le 1er janvier 2016.
Le préfet du Pas-de-Calais avait envisagé dès 2011 la fusion des cinq intercommunalités du Ternois : 
- communauté de communes du Pays d'Heuchin,
- communauté de communes du Saint-Polois,
- communauté de communes du Pernois,
- communauté de communes de l'Auxillois
- communauté de communes de la Région de Frévent[2]. Cette grande fusion n'avait alors pas eu lieu.

Dans le cadre de la réforme des collectivités territoriales françaises, par la loi de réforme des collectivités territoriales du 16 décembre 2010 (dite loi RCT)  destinée à permettre notamment l'intégration de la totalité des communes dans un EPCI à fiscalité propre, la suppression des enclaves et discontinuités territoriales et les modalités de rationalisation des périmètres des établissements publics de coopération intercommunale et des syndicats mixtes existants, l'intercommunalité a fusionné avec sa voisine, la communauté de communes du Pays d'Heuchin, donnant naissance le 1er janvier 2013 à la communauté de communes des Vertes Collines du Saint-Polois.

## Territoire communautaire

### Composition
L'intercommunalité  était composée en 2012 des 43 communes suivantes :
1. Averdoingt
2. Beauvois
3. Bermicourt
4. Blangerval-Blangermont
5. Brias
6. Buneville
7. Croisette
8. Croix-en-Ternois
9. Écoivres
10. Flers
11. Foufflin-Ricametz
12. Framecourt
13. Gauchin-Verloingt
14. Gouy-en-Ternois
15. Guinecourt
16. Hautecloque
17. Héricourt
18. Herlin-le-Sec
19. Herlincourt
20. Hernicourt
21. Humerœuille
22. Humières
23. Ligny-Saint-Flochel
24. Linzeux
25. Maisnil
26. Marquay
27. Moncheaux-lès-Frévent
28. Monchy-Breton
29. Monts-en-Ternois
30. Neuville-au-Cornet
31. Œuf-en-Ternois
32. Ostreville
33. Pierremont
34. Ramecourt
35. Roëllecourt
36. Saint-Michel-sur-Ternoise
37. Saint-Pol-sur-Ternoise
38. Séricourt
39. Sibiville
40. Siracourt
41. Ternas
42. Troisvaux
43. Wavrans-sur-Ternoise

## Organisation

### Siège
Le siège de l'intercommunalité était à Saint-Pol-sur-Ternoise, place François-Mitterrand.

### Élus
L'intercommunalité était administrée par son conseil communautaire, constitué de délégués des conseils municipaux de chacune des communes membres.

### Présidents
| Période                                  | Période       | Identité      | Étiquette | Qualité |
| ---------------------------------------- | ------------- | ------------- | --------- | ------- |
| Les données manquantes sont à compléter. |               |               |           |         |
| 2001 ou avant                            | décembre 2012 | Marc Bridoux, |           |         |

### Compétences
L'intercommunalité exerçait les compétences qui lui avaient été transférées par les communes membres, dans les conditions définies par le code général des collectivités territoriales.

### Régime fiscal et budget
La Communauté de communes était un établissement public de coopération intercommunale à fiscalité propre.
Afin de financer l'exercice de ses compétences, l'intercommunalité percevait la fiscalité professionnelle unique (FPU) – qui a succédé à la taxe professionnelle unique (TPU) – et assure une péréquation de ressources entre les communes résidentielles et celles dotées de zones d'activité.
Elle percevait également une dotation globale de fonctionnement bonifiée.

## Pour approfondir